# Campeonato Uruguaio de Futebol de 1958 – Segunda Divisão
O Campeonato Uruguaio de Segunda Divisão de 1958, também conhecido oficialmente como Campeonato Uruguayo de Primera División "B" de 1958 ou simplesmente como Primera "B" de 1958, foi a décima sétima edição do torneio de segundo nível do futebol profissional do Uruguai. O Racing conquistou seu primeiro título da categoria, garantindo o retorno à primeira divisão, enquanto o Miramar foi rebaixado pelo sistema de promedios.

## Regulamento
O torneio seguiu o formato tradicional de pontos corridos com oito equipes. Cada clube enfrentou os demais três vezes (turno, returno e turno extra), totalizando 21 rodadas. O sistema de pontuação atribuía:
- 2 pontos por vitória
- 1 ponto por empate
- 0 pontos por derrota

O acesso foi decidido por:
- Promoção automática: O campeão (1º colocado) ascendeu diretamente à primeira divisão do Campeonato Uruguaio de 1959.[1]

O rebaixamento utilizou o critério de promedios (média de desempenho em duas temporadas):
- Para clubes presentes em 1957 e 1958: média aritmética dos pontos nestes anos
- Para casos especiais:
  - Racing (rebaixado da 1ª divisão em 1957): apenas pontuação de 1958
  - Uruguay Montevideo (promovido da 3ª divisão em 1957): apenas pontuação de 1958

O lanterna no promedio foi rebaixado à terceira divisão.

## Participantes
- Canillitas, Central, Colón, River Plate, Miramar e Progreso: Permaneceram da temporada anterior.[1]
- Racing: Rebaixado da primeira divisão do Campeonato Uruguaio em 1957.[1]
- Uruguay Montevideo: Promovido da terceira divisão do Campeonato Uruguaio.[1]

## Classificação Final
O Racing conquistou seu segundo título da Segunda Divisão Uruguaia em 1958 com uma campanha dominante, somando 35 pontos em 21 jogos (16 vitórias, 3 empates e apenas 2 derrotas), terminando com uma vantagem de 11 pontos sobre o vice-campeão Progreso.
| #  | Equipe             | PTS | J  | V  | E | D  | GP | GC | SG  | Resultado final |
| -- | ------------------ | --- | -- | -- | - | -- | -- | -- | --- | --------------- |
| 1º | Racing             | 35  | 21 | 16 | 3 | 2  | 65 | 22 | 43  | CAMPEÃO         |
| 2º | Progreso           | 24  | 21 | 10 | 4 | 7  | 45 | 41 | 4   |                 |
| 3º | Central            | 20  | 21 | 8  | 4 | 9  | 43 | 41 | 2   |                 |
| 4º | River Plate        | 19  | 21 | 8  | 3 | 10 | 36 | 41 | −5  |                 |
| 5º | Canillitas         | 19  | 21 | 6  | 7 | 8  | 27 | 34 | −7  |                 |
| 6º | Uruguay Montevideo | 18  | 21 | 7  | 4 | 10 | 36 | 45 | −9  |                 |
| 7º | Colón              | 18  | 21 | 5  | 8 | 8  | 30 | 38 | −8  |                 |
| 8º | Miramar            | 15  | 21 | 6  | 3 | 12 | 28 | 48 | −20 |                 |

| Fonte: Segunda División Profesional (em castelhano) |

### Médias de rebaixamento (1957–1958)
O Miramar sofreu o rebaixamento à Terceira Divisão Uruguaia ao terminar na última posição no sistema de promedios (média de pontos) entre as temporadas de 1957 e 1958.
| #  | Equipe             | Promedio | Resultado final |
| -- | ------------------ | -------- | --------------- |
| 1º | Racing             | 35.0     |                 |
| 2º | Central            | 23.5     |                 |
| 3º | Canillitas         | 21.0     |                 |
| 4º | Progreso           | 20.0     |                 |
| 4º | River Plate        | 20.0     |                 |
| 6º | Colón              | 19.5     |                 |
| 7º | Uruguay Montevideo | 18.0     |                 |
| 8º | Miramar            | 16.0     | Rebaixado       |

| Fonte: Segunda División Profesional (em castelhano) |

## Estatísticas

### Artilharia
- Eladio Benítez e Luis A. Pirez (ambos do Racing) — 16 gols cada.[7]